# Une petite ville d'autrefois
Une petite ville d'autrefois est un recueil de six nouvelles écrites par Hermann Hesse entre 1908 et 1918, publié pour la première fois en 1959 et publié en français aux éditions Calmann-Levy en 1979. L'auteur y dénonce les valeurs bourgeoises du début du XXe siècle

## Présentation

### Gerbersau

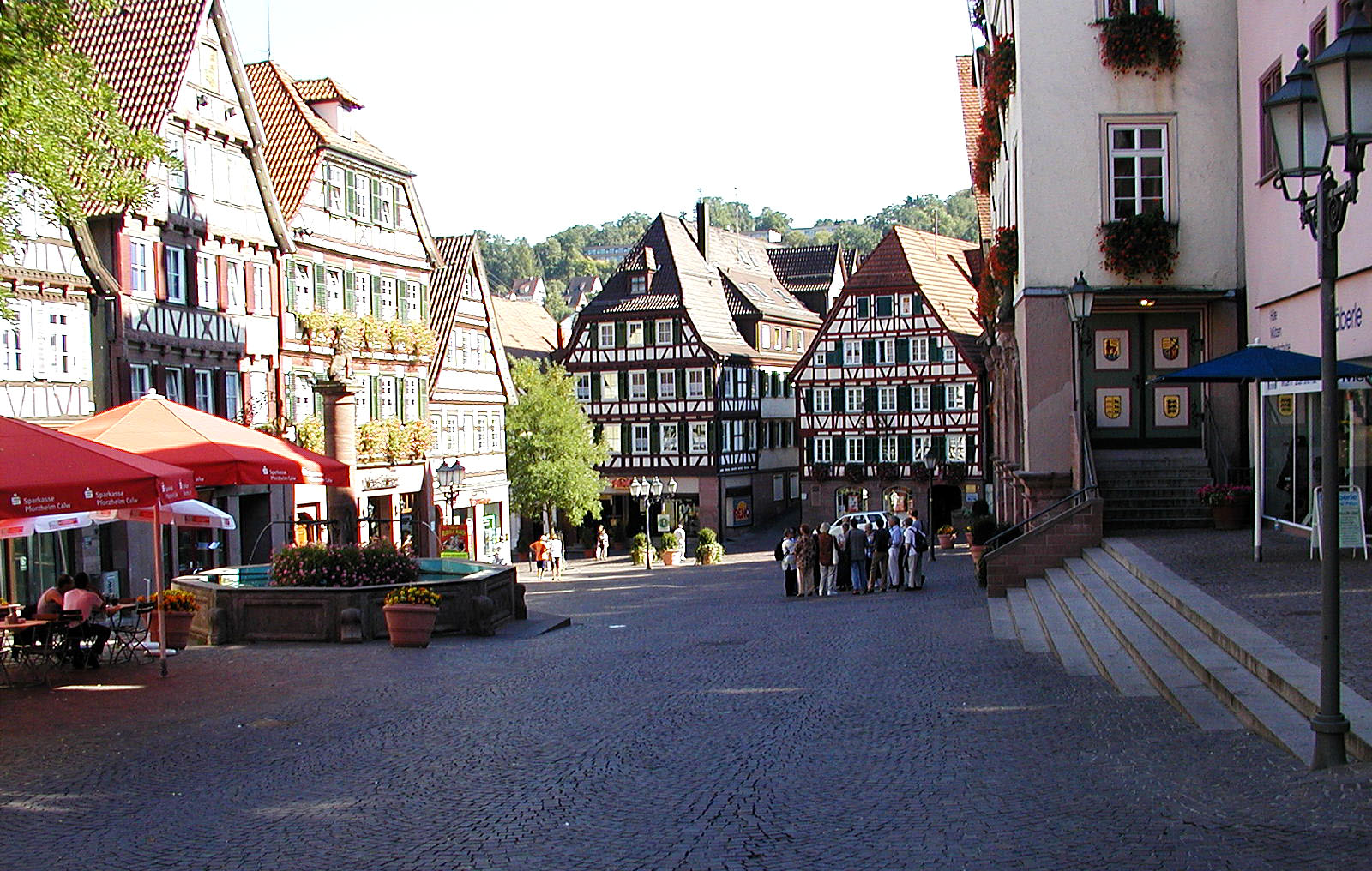
Place du marché de Calw

Gerbersau, petite ville de province allemande dont il est question dans les trois premières nouvelles est une caricature de Calw, la ville natale de Hesse. Elles donnent une vue réaliste et critique des valeurs, des conventions, des carcans et partant des paradoxes et des oppositions feutrées de la vie bourgeoise de l'Allemagne du début du XXe siècle.

### La guerre
Les deux derniers textes, très courts, Si la guerre durait encore deux ans et Si la guerre durait encore cinq ans, écrits en 1918, dénoncent l'absurdité de la guerre - à l'issue de la Première Guerre mondiale.

## Adaptation
- Jo Baier (réal.), Retour au pays [téléfilm], Allemagne, 2012, 89 min[2].